# 小康社会
小康社会（しょうこうしゃかい、中国語：小康社会; ピンイン: Xiǎokāng Shèhuì、英語：Moderately prosperous society）は、中国の儒教の概念から派生した、「基本的には裕福な」社会である。
中華人民共和国の最高指導者である鄧小平は、1979年12月に「四つの近代化」に基づいて「小康」というスローガンを初めて提案した。
胡錦濤党総書記は、2002年から2012年までの間、富のより公平な分配を実現するための経済政策を指す際に「小康社会」という用語を使用した。習近平党総書記の時代になってからは、「小康社会」の替わりに、「中国の夢」という用語が使われるようになっている。2015年の全国人民代表大会の年次会議で、習近平は「四つの包括的な戦略」と呼ばれる一連の政治スローガンを発表し、その中には「包括的に小康社会を築く」というものも含まれている。

## 語源
「小康」という言葉は、詩経の『大雅』の中の「民労」から引用されている。「民亦労止、汔可小康（民も労し、かく小康となる）」という一節で、「庶民の労働が止まり、少しばかりの安らぎが得られるべきだ」という意味がある。このことから「小康」という言葉の原義は、比較的安定した生活を指すとされている。

## 政治との関わり
1979年12月6日、中国の指導者である鄧小平は、訪中した日本の首相大平正芳との会談で、「中国の近代化の目標は小康の状態を達成する」と提唱しました。「国民総生産を二倍にすることで、一人当たりの国民総生産が800ドルに達する。中国は本世紀末までに、この目標を達成し、小康社会を築く。小康社会は、中国独自の形式の近代化である。」と提唱した。
小康社会のビジョンは、単純な経済的な発展ではなく、経済と社会の総合的な調和的な発展を目指している。「人々の生活」「経済発展」「政治的発展」「社会発展」などが目標に含まれている。小康社会の概念には、経済成長が社会的平等と環境保護という時には相反する目標とのバランスを取る必要があるという考えが明示的に組み込まれている。
1987年4月30日、鄧小平はスペインの訪問客との会談で、「三歩戦略」を提唱した。第一のステップでは、1980年を基準として一人当たりの国民総生産を、250ドルから500ドルにする。第二のステップでは、20世紀末までに一人当たりの国民総生産を再び倍増させ、1000ドルにする。第三のステップでは、次の世紀に向けて30〜50年の時間をかけてさらに倍増させ、一人当たりの所得を大体4000ドルにし、中程度の発展途上国の水準に到達する。鄧小平は、中国共産党第13回全国代表大会で、この戦略を、国家の近代化建設の重要な指針思想として大会報告に記載した。
胡錦濤の時代に、中国共産党が中国の未来のビジョンを正当化するために「小康社会」が再び使われるようになった。これは、1990年代の中国本土の社会的傾向への批判でもある。当時の江沢民の時代では、社会政策が新興富裕層に集中しており、中国本土の農村の貧困層に十分な関心が払われていなかった。また、中国社会が物質主義に過度に傾倒し、物質的富を他の社会的ニーズの上に置いているという懸念があった。
2007年の中国共産党第十七回全国代表大会において、胡錦濤総書記は「2020年までに全面的に小康社会を築くことを確保する」と報告した。
2017年、習近平総書記は中国共産党第十九回全国代表大会の報告で、人民の温飽問題の解決と総じて小康水準の生活の実現という2つの目標が早期に達成されたことを提起した。現在は小康社会の完成期に入っており、全面的な小康社会の実現を達成すると述べた。
2021年7月、習近平総書記は、中国共産党設立100周年記念大会で、「我々は第一の（中国共産党設立から）100年奮闘目標を達成し、中華の地において全面的な小康社会を完成した」と宣言した。さらに、中華人民共和国100周年である2049年までに、社会主義現代化強国を実現すると宣言した。

## 小康社会の基準
1991年に中国の国家統計局、計画、財政、衛生、教育など12の部門の研究者で構成されたプロジェクトチームが、小康社会の基準を定めるために、党中央と国務院の提案に基づいて、16の基本監視指標を設定した。

### 小康の基本基準
1. 一人当たりの国内総生産：2500元
2. 都市部の一人当たりの可処分所得：2400元
3. 農民の一人当たりの純収入：1200元
4. 都市部の住宅の一人当たりの使用面積：12平方メートル
5. 農村の鉄木構造の住宅の一人当たりの使用面積：15平方メートル
6. 一人当たりのタンパク質摂取量：75グラム
7. 都市部の一人当たりの道路面積：8平方メートル
8. 農村の行政村の公道整備比率：85％
9. エンゲル係数：50％
10. 成人の識字率：85％
11. 一人当たりの予想寿命：70歳
12. 乳幼児死亡率：3.1％
13. 教育および娯楽支出の割合：11％
14. テレビ普及率：100％
15. 森林被覆率：15％
16. 農村の基礎的な衛生保健基準を満たす郡の割合：100％

## 共同富裕
共同富裕は、中国の政治における基本的な問題である社会の繁栄に焦点を当てているが、小康社会とは関係はない。社会的繁栄に焦点を当てている点は共通しているが、小康社会とは異なる概念である。